# Birth
"Birth" es el undécimo episodio de la primera temporada de la serie American Horror Story, y se estrenó en FX el 14 de diciembre de 2011. El episodio fue escrito por Tim Minear y dirigido por Alfonso Gómez-Rejón.

## Trama

### 1984
Nora (Lily Rabe) cuida y protege al joven Tate (Paul Butler) del Infantata (Ben Woolf), a quién todavía se refiere como su hijo, Thaddeus. Ella le dice que si él les dice que "se vayan", los fantasmas escucharán y lo dejarán en paz. Tate se acerca a ella, diciéndole que desearía que fuera su madre.

### 2011
Tate (Evan Peters) no puede prometerle el bebé de Vivien a Nora, por miedo de revelarle a Violet (Taissa Farmiga) que violó a su madre. Nora está decidida en llevarse el bebé.
Ben (Dylan McDermott) recoge a Vivien (Connie Britton) para llevarla del hospital a su vuelo a Florida, no entendiendo por qué Violet se niega a ir con él. El doctor le advierte a Vivien y Ben que, a pesar de sólo estar a seis meses en el vientre, uno de los gemelos está listo para nacer en cualquier momento, diciéndoles que el otro gemelo está muriendo debido a que el gemelo dominante está tomando todos los nutrientes.
En la casa, Violet y Tate se encuentran a Chad (Zachary Quinto) y Patrick (Teddy Sears) preparando un cuarto para bebé y cunas, planeando quedarse con ellos. Violet se niega, pidiendo ayuda a Constance (Jessica Lange) para detenerlos. Constance y Chad se enfrentan. Constance le ofrece el gemelo de Ben a Chad, pero demanda quedarse con su nieto. Descubriendo que Tate es el padre del otro gemelo, Chad sigue pensando en tomar a ambos bebés. Constance y Violet buscan la ayuda de Billie Dean (Sarah Paulson), quien siente a Violet como fallecida, pero lo mantiene en secreto de Constance a pedido de ella. Ella le cuenta a Violet que se puede desterrar a un espíritu si quema una de sus posesiones cercanas y recita la palabra "Croatoan". Tate obtiene el anillo de Patrick cuando Patrick lo ataca, gritando que él pudo haber sido "libre" de Chad y la casa si Tate no lo hubiera matado, lo que Chad escucha.
Ben entra en la casa para recuperar las maletas de Vivien y Violet. Violet le dice que ella está muerta del suicidio y no puede dejar la casa, inútilmente instándole a llevarse a Vivien lejos de la casa y sus fantasmas antes que de a luz. Ben piensa que está drogada y trata de llevarla al auto. Mientras tanto, Vivien empieza el parto en el auto y aparece Constance, llevándola a su casa contra su voluntad. La luz se apaga y los fantasmas destruyen el auto, obligando a que Ben y Vivien tengan los bebés allí. El Dr. Charles Montgomery (Matt Ross) se hace cargo del parto, con los fantasmas de las enfermeras de 1968 (Celia Finkelstein, Rosa Salazar) asistiéndole. Constance discute con Ben por aceptar la ayuda de la casa con el parto. En el sótano, Violet quema el anillo de Patrick y el reloj de Chad, y recita el hechizo, pero Chad se burla de ella, diciendo que "los hechizos de destierros" son falsos. Cuando ella le pregunta por qué está destruyendo las cunas, él explica que él ahora sabe que Patrick no lo ama y se ha rendido. Luego le cuenta que Tate los asesinó y que violó a Vivien.
Mientras Vivien da a luz, Ben la ayuda con su respiración, recordando el día que Violet nació. El primer gemelo nace muerto, y el Dr. Montgomery se lo da a Nora. Constance se lleva el segundo gemelo, y ella y Moira (Frances Conroy) lo admiran, hasta que Hayden (Kate Mara) aparece demandando al bebé. Vivien comienza una hemorragia posparto y Violet aparece, disculpándose con ella y diciendo que se deje ir y se una a ella. Ben, sin ver la presencia de Violet, discute con Vivien para que viva, prometiéndole que pueden vivir todavía felices. Vivien muere y Ben se encuentra solo.
Violet enfrenta a Tate, revelando que ella sabe lo que ha hecho y lo obliga a recordar la masacre en la escuela. Angustiado, Tate le ruega por perdón, pero no puede perdonarlo porque Vivien está muerta y Ben está solo. Ella dice que debe ser condenado por eso y, que no estará más con él. Lo destierra al decir "vete" y Tate desaparece. Violet, sola y llorando, pronto es consolada por el fantasma de Vivien, quien le dice que fue valiente y que está orgullosa de ella. 
Nota: En este capítulo, Billie Dean les dice a Violet y Constance que la energía negativa siempre se encuentra en "manicomios" y "cárceles"; haciendo referencia a la 2ª temporada en donde la trama principal se centra en un manicomio. También, Billie Dean cuenta a Violet sobre la historia de la desaparecida colonia Roanoke, y la recitación de la palabra "Croatoan", haciendo una alusión a la 6ª temporada, en donde la trama se centra en la colonia de Roanoke.

## Producción
El episodio fue escrito por Tim Minear, mientras que Alfonso Gómez-Rejón lo dirigió.
En una entrevista con Entertainment Weekly, el cocreador de la serie Ryan Murphy dijo que le dio a Connie Britton, desde el principio, que su personaje Vivien moriría en esta temporada. "Teníamos toda la temporada trazada desde el comienzo", dijo. "En las reuniones con los principales actores, con Connie, Dylan y Jessica, mientras tratábamos de atraparlos dijimos, aquí es donde comienzas, esta es la mitad, y así es como terminas. Así que fui capaz de decirle a Connie toda la serie."

## Recepción y ratings
James Queally de The Star-Ledger comentó sobre el episodio, dándole una buena recepción.
"Birth" fue visto por un estimado de 2.59 millones de espectadores y tuvo un rating de 1.4.